# Tontura
Tontura é um termo genérico que representa a sensação de desequilíbrio. É considerado um sintoma, já que é algo subjetivo. Pode ser sinal de doença do labirinto (labirintite), órgão em forma de caracol no interior do ouvido interno e responsável pelo equilíbrio, como a Síndrome de Meniére, ou como efeito de drogas (diazepam, barbitúricos, etc) e consumo de álcool, ou ainda como uma sensação pouco específica de "leveza da cabeça", comum em pacientes que sofrem de ansiedade. 
A falta de circulação sanguínea cerebral, como a causada por obstrução parcial da carótida por placas de ateroma, também pode originar este sintoma. Movimentos bruscos e repetitivos como os ocorridos em brinquedos que giram ou nas chamadas "montanhas russas" podem  desenvolver uma perda temporária do equilíbrio, sendo relatado como tontura. Mais comum nos idosos, é de importância pelo perigo a que expõe à pessoa que o sente quando está dirigindo ou em locais altos. Tonturas também podem ser um sintoma de gravidez, especialmente na fase inicial da mesma.
Explicação de doenças que podem estar relacionadas à tontura:
•Labirintite é uma desordem do equilíbrio do corpo humano. Tal desordem é causada por um processo inflamatório ou infeccioso que afeta os labirintos, que ficam dentro do sistema vestibular, órgão responsável pelo equilíbrio, postura e orientação do corpo e que se localiza no ouvido interno. Deve-se salientar que o termo "labirintite" é utilizado de forma equivocada para designar todas as doenças do labirinto, já que existem outras patologias que podem afetá-lo. Os sintomas mais comuns da labirintite são a tontura e a vertigem. 
•Doença de meniére: A doença de Ménière é um distúrbio do ouvido interno caracterizado por episódios de vertigem intensa, tinido nos ouvidos, perda auditiva e desconforto no ouvido. Geralmente só um dos ouvidos é que é afetado, pelo menos nos episódios iniciais. No entanto, ao longo do tempo pode começar a afetar os dois ouvidos. Na maioria dos casos, os episódios têm uma duração de 20 minutos a algumas horas.   

## Epidemiologia
A epidemiologia da tontura é extrema importância para neurologistas e otorrinolaringologistas, pois o sintoma representa uma das 10 principais causas de visitas a serviços de emergência. Cerca de 20% dos pacientes que procuram o clínico geral apresentam algum tipo de tontura, sendo a terceira queixa clínica mais frequente em um ambulatório geral, perdendo apenas para a dor e a fadiga. A tontura predomina no sexo feminino e sua incidência aumenta em proporção direta com a idade, com pico entre 65 e 75 anos. A tontura pode ocorrer como o primeiro sintoma de processos de maior gravidade, como AVC ou tumores. Inúmeros estudos têm mostrado que a tontura representa uma das queixas mais prevalentes em Medicina, afetando, aproximadamente, 20% a 30% da população do mundo. 
1. ↑  Moulin, Thierry; Sablot, Denis; Vidry, Elisabeth; Belahsen, Faouzi; Berger, Eric; Lemounaud, Patrick; Tatu, Laurent; Vuillier, Fabrice; Cosson, Anne (2003). «Impact of Emergency Room Neurologists on Patient Management and Outcome». European Neurology (em inglês) (4): 207–214. ISSN 0014-3022. PMID 14634264. doi:10.1159/000073861. Consultado em 3 de abril de 2023
2. ↑  Kroenke, Kurt; Mangelsdorff, A.David (março de 1989). «Common symptoms in ambulatory care: Incidence, evaluation, therapy, and outcome». The American Journal of Medicine (em inglês) (3): 262–266. doi:10.1016/0002-9343(89)90293-3. Consultado em 3 de abril de 2023
3. ↑  Neuhauser, H. K.; von Brevern, M.; Radtke, A.; Lezius, F.; Feldmann, M.; Ziese, T.; Lempert, T. (27 de setembro de 2005). «Epidemiology of vestibular vertigo: A neurotologic survey of the general population». Neurology (em inglês) (6): 898–904. ISSN 0028-3878. doi:10.1212/01.wnl.0000175987.59991.3d. Consultado em 3 de abril de 2023
4. ↑  Bittar, Roseli Saraiva Moreira; Oiticica, Jeanne; Bottino, Marco Aurélio; Ganança, Fernando Freitas; Dimitrov, Riva (novembro de 2013). «Population epidemiological study on the prevalence of dizziness in the city of São Paulo». Brazilian Journal of Otorhinolaryngology (em inglês) (6): 688–698. PMC 9442370. PMID 24474479. doi:10.5935/1808-8694.20130127. Consultado em 3 de abril de 2023